# Aglais ladakensis
Aglais ladakensis är en fjärilsart som beskrevs av Morre 1878. Aglais ladakensis ingår i släktet Aglais och familjen praktfjärilar. Inga underarter finns listade i Catalogue of Life.